# Zoran
Zoran je moško osebno ime.

## Izvor imena
Ime Zoran je po izvoru slovansko in je tvorjenka na -an iz besede zor ali zora.

## Različice imena
Zoran, Zoranče, Zorančo, Zorica, Zorin, Zorislav, Zorko, Zoro

## Pogostost imena
Po podatkih Statističnega urada Republike Slovenije je bilo na dan 31. decembra 2007 v Sloveniji število moških oseb z imenom Zoran: 3.794. Med vsemi moškimi imeni pa je ime Zoran po pogostosti uporabe uvrščeno na 66. mesto.

## Osebni praznik
V koledarju je ime Zoran uvrščeno k imenoma Avrelij in Lucij; god praznuje 20. julija (Avrelij, škof, † 20. jul. 429), 24. februarja (Lucij, mučenec, † 24. feb. 259) ali pa 20. avgusta (Lucij, mučenec).

## Priimki nastali iz imena Zoran
Iz imena Zoran so nastali tudi naslednji priimki: Zoran, Zore, Zorin, Zorko

## Znani nosilci
- Zoran Arnež, slovenski stomatolog
- Zoran Arsov, slovenski fizik
- Zoran Ažman, slovenski glasbenik trobentač, pedagog
- Zoran Barbarič, slovenski jadralec
- Zoran Benčič, rock pevec in pisatelj
- Zoran Bešlin, alpinist in himalajist
- Zoran Bosnić, profesor na Fakulteti za računalništvo in informatiko Univerze v Ljubljani
- Zoran Božič, slovenski šolnik, literarni zgodovinar, prešernoslovec in državni svetnik
- Zoran Bujas, hrvaški psiholog, profesor in akademik
- Zorana De Kide, Picassov model, kulturna ambasadorka
- Zoran Dernovšek - "Raketka", veteran slovenske osamosvojitve
- Zoran Didek, slikar, profesor in likovni teoretik
- Zoran Dragić, slovenski košarkar
- Zoran Đinđić, srbski filozof in politik
- Zoran Grubič, medicinec fiziolog, biokemik
- Zoran Hochstätter, filmski snemalec, fotograf
- Zoran Hočevar, slovenski pisatelj in slikar
- Zoran Hribar, politični obsojenec
- Zoran Hudales, slovenski pesnik in pisatelj
- Zoran Janković, slovenski menedžer in župan Ljubljane, delno srbskega rodu
- Zoran Jelenc, slovenski pedagog in andragog
- Zoran Jerin, slovenski novinar, publicist in alpinist
- Zoran Jerončič, športni delavec, odbojkarski trener
- Zoran Kanduč, pravnik, filozof in teoretični kriminolog
- Zoran Kariž, strojnik, kibernetik
- Zoran Klemenčič, obramboslovec, obveščevalec
- Zoran Klemenčič, slovenski kolesar
- Zoran Knežević
  - Zoran Knežević, srbsko-slovenski pisatelj
  - Zoran Knežević, srbski astronom
- Zoran Kobal, dirigent, vodja policijskega orkestra
- Zoran Komac, glasbeni saksofonist in klarinetist
- Zoran Košir, glasbenik kitarist, pedagog, zabavnoglasbeni avtor, aranžer, producent
- Zoran Kovač, direktor veterinarske uprave
- Zoran Kreitmayer, arhitekt?
- Zorana Kristan, slikarka?
- Zoran Krstulović, muzikolog, infomatik, bibliotekar
- Zoran Kržišnik, slovenski umetnostni zgodovinar, kritik in galerist
- Zoran Kus, geograf in sociolog, politik
- Zoran Lešnik, novinar, politik
- Zoran Lubej, športnik rokometaš
- Zoran Lupinc, zamejski harmonikar
- Zoran Madon, poslanec
- Zoran Marinšek, strojnik, energetik, inovator, menedžer
- Zoran Markovič, glasbenik kontrabasist, pedagog
- Zoran Medved, novinar, urednik
- Zoran Milanović, hrvaški politik in predsednik
- Zoran Milić, slovenski restavrator, konservator
- Zoran Miloševič, slovenski nevrokirurg, interventni nevroradiolog
- Zoran Mitev, makedonsko-slovenski glasbenik fagotist
- Zoran A. More, slovenski igralec, režiser, komunikolog, scenarist, komediograf, predavatelj
- Zoran Mušič, slovensko-italiajnsko-francoski slikar
- Zoran Novak, slovenski profesor kemijskega inženirstva
- Zoran Ogrinc, slovenski slikar, grafik
- Zoran Pahor, slovenski hokejist
- Zoran Pavlovič/-ć, psiholog, mladinski kriminolog
- Zoran Pavlović, slovenski nogometaš
- Zoran Pevec, slovenski pesnik, esejist; literarni kritik, urednik, mentor
- Zoran Pilih, gradbenik, glavni slov. urbanistični inšpektor; slikar/grafik?
- Zoran Pistotnik, glasbeni (jazz) publicist, kritik
- Zoran Plohl,
- Zoran Polič, slovenski pravnik, Sokol in komunistični politik
- Zoran Poljšak, slovenski kirurg
- Zoran Poznič, slovenski kipar, kuturni menedžer in politik
- Zoran Predin, slovenski kantavtor in rock glasbenik, pevec
- Zoran Pungerčar, slovenski ilustrator in grafični/računalniški oblikovalec
- Zoran Rant, slovenski strojnik, konstruktor, profesor, dopisni član SAZU
- Zoran Ren, slovenski strojnik, profesor UM
- Zoran Rozman, slovenski hokejist
- Zoran Rožič, slikar, pesnik, fotograf
- Zoran Seljak, slovenski strojnik
- Zoran Smiljanić, slovenski stripar, ilustrator, karikaturist
- Zoran Srdić Janežič, oblikovalec lutk - kipar, risar, večmedijski umetnik, kritik, teoretik
- Zoran Stančič, slovenski geodet, informatik, politik in diplomat
- Zoran Škerk, slovenski urednik (zamejski)?
- Zoran Škrinjar, slovenski pianist
- Zoran Šušteršič, slovenski fizik/kemik, strok.za gumarstvo
- Zoran Thaler, slovenski politik in diplomat
- Zoran Veličkovič, slovenski šahist
- Zoran Vogrinčič, sloveski fotoreporter
- Zoran Zabavnik, zdravnik anesteziolog
- Zoran Zaev, makedonski politik
- Zoran Zalokar, smučarski skakalec, športni delavec
- Zoran Zupančič, smučarski skakalec, trener
- Zoran Žagar, diplomat, gospodarstvenik
- Zoran Železnik, veterinar, virolog
- Zoran Živulovič, slovenski filmski režiserin scenarist